# Skybox

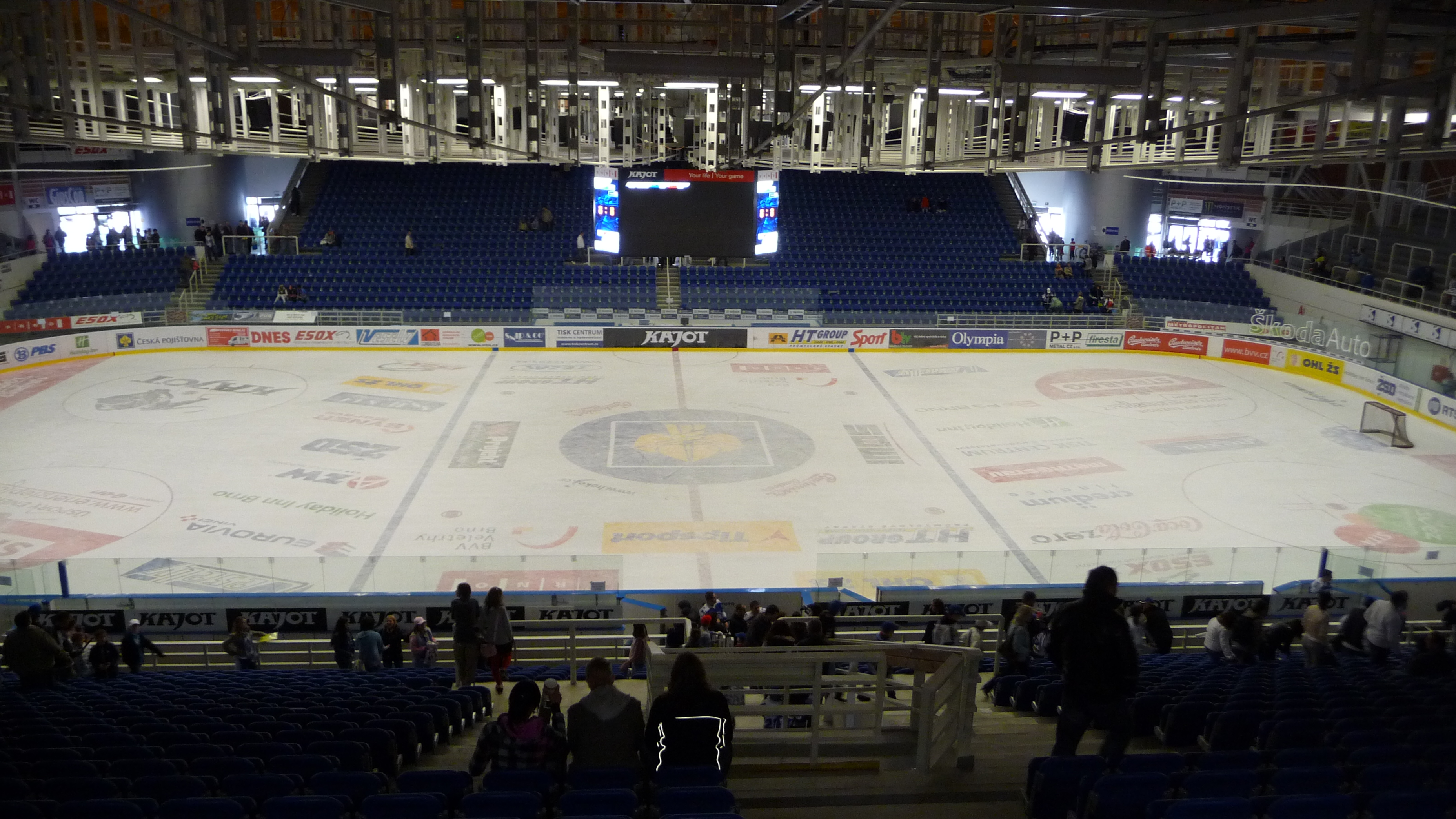
Blik vanuit een skybox op een ijshockeyveld

Een skybox (ook wel businessloge, viploge of logebox genoemd) is een luxueus uitgeruste, privéruimte in een stadion met uitzicht op het veld of de baan.
De skybox is in Nederland in 1986 geïntroduceerd door Ajax in het toenmalige stadion De Meer. Bij de topclubs in Italië, Spanje en Engeland waren zulke voorzieningen toen al gemeengoed. PSV volgde een paar jaar later tijdens het verbouwen van de eretribune van het Philips Stadion. Sindsdien hebben veel clubs in Nederland de skybox ingevoerd. Zo bevinden zich tegenwoordig bijvoorbeeld in de Amsterdam ArenA en het Gelredome ook verschillende skyboxen.
Meestal heeft een skybox een eigen bar en eigen toilet en biedt ze ruimte aan 6 tot 12 personen. Een skybox kan veelal per jaar worden gehuurd. De kosten lopen uiteen van 10.000 tot wel 400.000 euro per jaar. Sommige huurders richten in de skybox een kantoor in.
Huurders zijn vaak plaatselijke bedrijven die in de skybox hun klanten uitnodigen, maar bij de topclubs als Ajax, Feyenoord en PSV zijn het ook veelal multinationale ondernemingen die een skybox huren.